# Léonce du Castillon

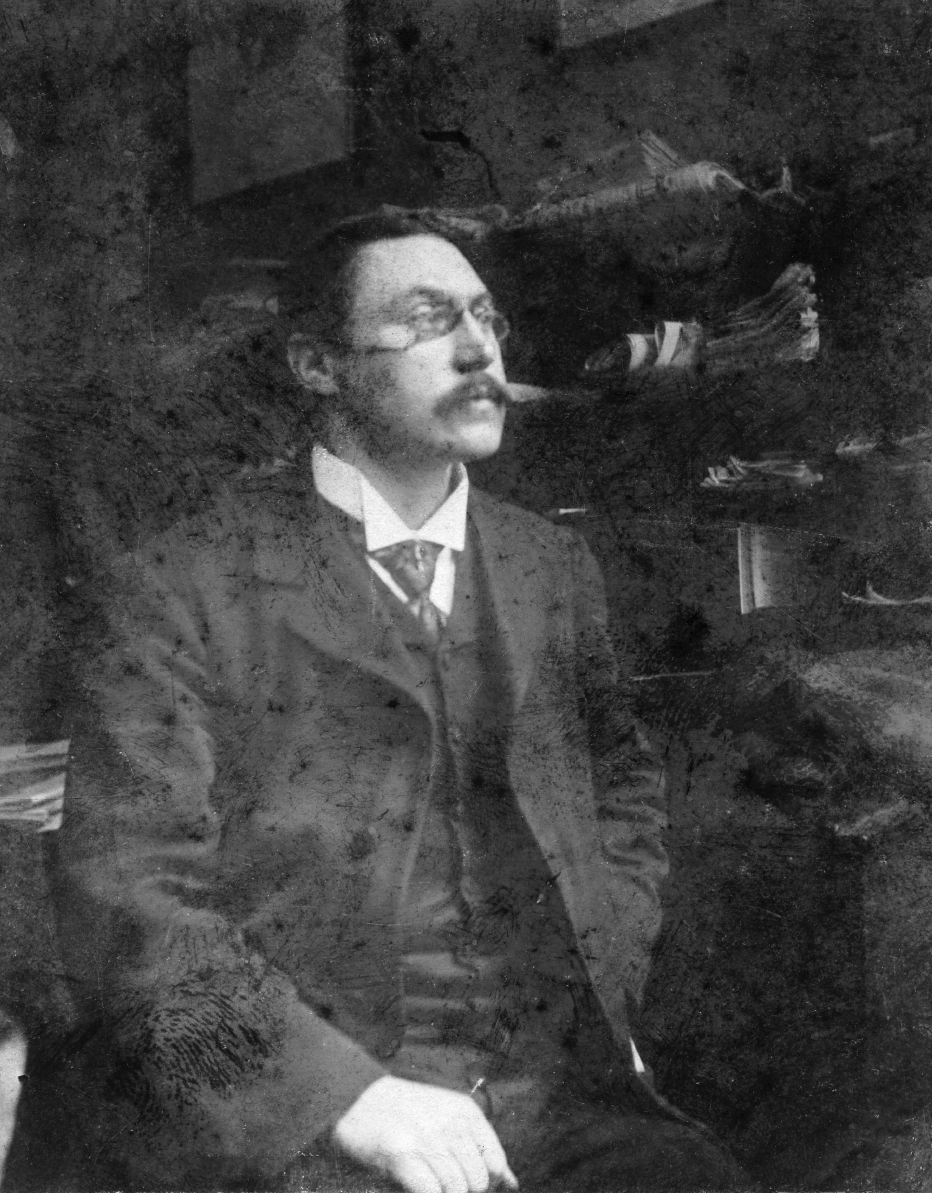
Léonce du Castillon, circa 1895

Léonce du Castillon (Waregem, 26 mei 1869 - Sint-Pieters-Jette, 6 februari 1941), ook bekend onder de pseudoniemen Alard de Bourghelles en Max Van Vijve, was een Belgisch drukker, uitgever, redacteur, journalist, librettist, dramaticus en dichter.

## Levensloop
Hij volgde het basisonderwijs in zijn geboortedorp en vervolgd drie schooljaren Grieks-Latijnse humaniora aan het Sint-Jozefscollege te Tielt. Vervolgens ging hij aan de slag als helper in de drukkerij van zijn vader Petrus-Désiré Ducatillon (neef van Aimé Ducatillon, de burgemeester van Kruishoutem 1926-1935). Zijn grootvader Isidor Joseph Ducatillon (Kruishoutem, 11 februari 1801 - Temse, 2 januari 1852) was de politiecommissaris van Kruishoutem, en later ook van Temse. 
Omstreeks 1885 kwam hij in contact met Hector Plancquaert via de Landdagbeweging, samen bouwden ze christendemocratische en daensistische beweging uit in Zuid-Vlaanderen. In 1886 werd du Castillon uitgever en redacteur van het katholieke en Vlaamsgezinde Het Zondagsblad van Waereghem dat tevens verscheen onder de titel Ons Vlaanderen. Daarnaast was hij drukker van het maandblad Volk en Taal en het halfmaandelijkse onderwijsblad Christene School.
Daarnaast werd hij samen met Plancquaert pionier van de Vlaamsche Katholieke Landsbond, de militante en katholieke vleugel van de Landdagbeweging, en in 1889 stichtten ze de Zuid-Vlaamsche Sprekersbond. Omstreeks 1891 groeide Du Castillon uit tot fervent voorvechter van het algemeen stemrecht in Oost- en West-Vlaanderen en verzette zich tegen de loting en de overname van Kongo-Vrijstaat als kolonie door België. Tevens werkte hij omstreeks deze periode op regelmatige basis mee aan de Daensistische tijdschriften Klokke Roeland, Het Land van Aalst, De Werkman, Het Recht, Het Volksrecht, De Waarheid en Het Vrije Woord. Op 21 en 22 augustus 1893 was du Castillon initiatiefnemer van de Vlaamsche Zitdag te Brugge, alwaar consensus werd bereikt tussen de progressief-katholieke groepen over de oprichting van een democratische groep binnen de Fédération des Cercles catholiques et des Associations conservatrices. In 1894 vatte hij studies journalistiek aan te Brussel en vanaf 14 augustus van dat jaar werd hij actief bij Het Vlaamsche Volk.
Vervolgens werd hij actief in de Christene Volkspartij, waarvoor hij bij de parlementsverkiezingen van 1896 lijsttrekker was in het arrondissement Kortrijk. Hoewel hij ca. 10.000 voorkeurstemmen behaalde, werd hij niet verkozen. Bij de tussentijdse parlementsverkiezingen van 1897 was hij vervolgens de enige daensistische kandidaat te Dendermonde en wederom lijsttrekker voor deze partij in 1898 in dit kiesarrondissement. 
Omstreeks 1899 stichtte hij de heemkundige kring Zantergilde van Waereghem. Binnen de eigen partij raakte hij echter in onmin na zijn onderhandelingen met de BWP, zijn oproep tot samenwerking met de Belgische Volksbond en zijn medewerking aan de liberale krant De Vlaamsche Gazet vanaf 1900. Bij de verkiezingen van 1900 was hij nog eenmaal kandidaat voor de Christene Volkspartij, maar op 10 februari 1902 werd hij door het middencomité uit de partij gesloten. Vervolgens trad hij datzelfde jaar in onderhandeling met de redactie van de socialistische krant Le Peuple. Zijn uitsluiting uit de daenistische partij leidde tot een persoonlijke vete met Plancquart en bij de verkiezingen van 1904 kwam hij op tegen het daensistisch-liberaal kartel van Plancquart in het arrondissement Dendermonde. Bij de verkiezingen van 1908 deed het omgekeerde scenario zich voor en kwam Plancquart op tegen het het kartel van du Castillon met de liberalen. 
Bij de Duitse inval tijdens de Eerste Wereldoorlog vluchtte du Castillon naar Nederland. Vervolgens stelde hij zich in januari 1915 ter beschikking van de in Sainte-Adresse in ballingschap verblijvende Belgische regering De Broqueville en keerde vervolgens terug naar Nederland. Aldaar werd hij actief als redacteur van De Vlaamsche Stem en later het Belgisch Dagblad. Medio januari 1919 keerde hij terug naar België. In 1920 ging hij aan de slag als redacteur bij De Nieuwe Gazet.
Bij vonnis van de rechtbank van Kortrijk op 29 februari 1924 liet hij zijn familienaam officieel corrigeren van Ducatillon naar de oorspronkelijke adellijke vorm van du Castillon.

## Onderscheidingen
- Officier in de Leopoldsorde (België)
- Officier in de Kroonorde (België)
- Officier in de Orde van het Legioen van Eer (Frankrijk)
- Commandeur in de Orde van Leopold II
- Commandeur in de Orde van de Zwarte Kruis van Frankrijk
- Commandeur in de Orde van de Ster van Italië
- Commandeur in de Orde van Nichan Iftikhar (Ottomaanse Rijk)
- Ridder in de Orde van de Italiaanse Kroon
- Ridder van Justitie in de Orde van Sint-Lazarus
- Koning Albert medaille met twee strepen

## Publicaties
Het literair oeuvre van du Castillon bestaat uit 7 prozawerken, 3 gedichtenbundels, 7 toneelstukken en 8 essays. De bekendste zijn:
- Liefdesbloem[3]; i.s.m. componist Paul Gilson (muziektoneel, 1996)
- Théroigne de Méricourt (vernoemd naar activiste Anne-Josèphe Théroigne de Méricourt[4]); i.s.m. componist August De Boeck (opera, 1901)
- Winternachtsdroom[5]; i.s.m. componist August De Boeck (zangspel in een bedrijf en twee taferelen, 1902)
- Het Land in Gevaar (toneel, 1912)
- Albert 1er: sa vie, son règne[6] (boek, 1934)
- Veria's liefde[3] (boek, 1940)